# Okręg Lake and Peninsula
Okręg Lake and Peninsula (ang. Lake and Peninsula Borough) – okręg w Stanach Zjednoczonych położony w stanie Alaska. Siedziba okręgu znajduje się w mieście King Salmon, które położone jest w okręgu Bristol Bay. Utworzony w roku 1989. Z gęstością zaludnienia 0,022 os./km² jest drugim (po Yukon–Koyukuk) najsłabiej zaludnionym hrabstwem USA. W granicach okręgu znajduje się największe jezioro Alaski – Iliamna.
Zamieszkany przez 1331 mieszkańców (w 2010 było ich 1631). Największy odsetek stanowi rdzenna ludność (59,5%) oraz biali (21,6%). Obecni także Azjaci (3,1%), Latynosi (2,9%) i Afroamerykanie (1,3%).
Największym miastem położonym na obszarze okręgu jest miasto Nondalton, zamieszkane przez 185 osób (dane z 2007 roku).
Blisko połowa mieszkańców zarejestrowanych jest w Kościele Prawosławnym w Ameryce (44,9% w 2020). 

## Miasta
- Chignik
- Egegik
- Newhalen
- Nondalton
- Pilot Point
- Port Heiden

## CDP
- Chignik Lagoon
- Chignik Lake
- Igiugig
- Iliamna
- Ivanof Bay
- Kokhanok
- Levelock
- Pedro Bay
- Perryville
- Pope-Vannoy Landing
- Port Alsworth
- Ugashik